# Villa San Lorenzo (Bolivia)
Villa San Lorenzo è un comune (municipio in spagnolo) della Bolivia nella provincia di Eustaquio Méndez (dipartimento di Tarija) con 24.019 abitanti (dato 2010).

## Cantoni
Il comune è suddiviso in 12 cantoni:
- Cajas
- Calama
- El Rancho
- Erquis
- La Victoria
- Leon Cancha
- San Lorencito
- San Lorenzo
- San Pedro de las Peñas
- Sella Mendez
- Tomatas
- Tomatas Grande